# Topolino nella jungla
Topolino nella jungla (Jungle Rhythm) è il tredicesimo cortometraggio di Topolino, ed è uscito il 15 novembre 1929.

## Trama
Topolino è un suonatore di fisarmonica a cavallo di un buffo elefante: la sua musica fa danzare tutti gli animali della giungla finché non decide di prendere il fucile per andare a caccia. La fortuna però non è dalla sua parte, così Topolino assieme agli altri animali assiste ad un balletto classico di due scimpanzé con l'accompagnamento della fisarmonica.
Poco dopo tutti si lasciano trasportare dalla frenesia e ognuno balla e ci si serve di qualunque bestia usandola come fosse uno strumento musicale: un violino con i baffi di un tigrotto, un tamburo con la pancia di un orso, ecc. fino a quando non ricevono un calorosissimo applauso dal pubblico animale.